# François Dominique Barreau de Chefdeville
 (mai 2021).
Si vous disposez d'ouvrages ou d'articles de référence ou si vous connaissez des sites web de qualité traitant du thème abordé ici, merci de compléter l'article en donnant les références utiles à sa vérifiabilité et en les liant à la section « Notes et références ».
François Dominique Barreau de Chefdeville est un architecte français né en 1725 et mort le 29 juin 1765.

## Biographie
Issu d'une famille de riches marquis parisiens[réf. souhaitée], Barreau de Chefdeville étudia l'architecture sous la direction de Germain Boffrand et remporta le Grand Prix de Rome au concours de 1749 avec « un temple de la paix, isolé, dans le goût des temples antiques ». 
Il séjourna à Rome d'octobre 1751 à août 1753 en même temps que Pierre-Louis Moreau-Desproux, Pierre-Louis Helin, Marie-Joseph Peyre et Charles De Wailly. Il visita Naples avec le sculpteur Augustin Pajou et le reste de l'Italie avec le peintre Silvestre le fils.
Revenu à Paris, il fit la connaissance d'Ange Laurent Lalive de Jully (1725-1779), introducteur des ambassadeurs et proche de Mme de Pompadour, qui voulait, par le retour à des formes inspirées de l'Antique, renouer avec le Grand style du règne de Louis XIV, en réaction contre le style rocaille. Vers 1764, il aménagea pour Lalive son cabinet Flamand de la rue de Ménars, dont les meubles dessinés par l'architecte Louis-Joseph Le Lorrain (1715-1759) avaient été réalisés par Joseph Baumhauer dit « Joseph » pour l'ébénisterie et Philippe Caffieri pour les bronzes. Ce décor, qui lança la mode du style à la Grecque, eut une influence considérable sur l'évolution du goût.
Barreau de Chefdeville participa à divers concours publics, dont celui organisé pour la reconstruction de l'hôtel des Monnaies. En septembre 1764, il fut lauréat du concours organisé par Louis V Joseph de Bourbon-Condé pour l'agrandissement du Palais Bourbon et constitua son agence, qui réalisa plus d'une centaine de dessins d'exécution, conservés au Musée Condé à Chantilly et à l'École nationale supérieure des beaux-arts (fonds Le Soufaché).
Pour Charles Robert Boutin, intendant de Guyenne à Bordeaux, il décora sa maison parisienne, à l'angle de la rue du Temple et de la rue Portefoin. Pour la folie que Boutin possédait avec son frère, Simon Boutin, trésorier de la Marine, rue Saint-Lazare, il donna les plans du Pavillon du Gladiateur, atrium éclairé par un lanterneau et abritant une copie de la sculpture d'Agasias d'Éphèse par Laurent Guyard. Il donna également des dessins pour la reconstruction de l'intendance de Bordeaux après un incendie en 1756 et corrigea certains projets bordelais pour la place Dauphine et le faubourg des Chartrons.
Il donna des plans pour l'église Saint-Nicolas de Nérac (actuel département de Lot-et-Garonne), retenant un parti en forme de croix latine avec un portail orné d'un ordre ionique français à pilastres colossaux. La construction fut dirigée sur place par un architecte parisien du nom de Sauvageot (1758-1785).
Barreau de Chefdeville mourut prématurément à quarante ans et fut remplacé au Palais-Bourbon par Antoine Matthieu Le Carpentier et à Bordeaux par Oudot de Maclaurin.